# Frederick Hamlin
Frederick George Hamlin (ur. 18 kwietnia 1881 w Barking, zm. 7 kwietnia 1951 w Surrey) – brytyjski kolarz torowy, wicemistrz olimpijski.

## Kariera
Największy sukces w karierze Frederick Hamlin osiągnął w 1908 roku, kiedy wspólnie ze swym szwagrem Thomasem Johnsonem zdobył srebrny medal w wyścigu tandemów podczas igrzysk olimpijskich w Londynie. W zawodach tych zespół brytyjski uległ jedynie Francuzom w składzie: André Auffray i Maurice Schilles. Był to jedyny medal wywalczony przez Hamlina na międzynarodowej imprezie tej rangi. Na tych samych igrzyskach wystartował również w wyścigu na 20 km, ale nie ukończył rywalizacji. Nigdy nie zdobył medalu na torowych mistrzostwach świata.